# (37271) 2000 XR34
2000 XR34 (asteroide 37271) é um asteroide da cintura principal. Possui uma excentricidade de 0.18589600 e uma inclinação de 14.54673º.
Este asteroide foi descoberto no dia 4 de dezembro de 2000 por LINEAR em Socorro.